# 百石町小路
百石町小路（ひゃっこくまちこうじ）は、江戸期から現在にかけての青森県弘前市の地名。郵便番号は036-8351。2017年6月1日現在の人口は45人、世帯数は25世帯。

## 地理
元寺町小路と隣接し、元寺町と百石町を結ぶ町。町域の北部は東長町、東部から南部にかけて百石町、南部から西部にかけて下鞘師町、西部は元寺町小路に接する。

## 歴史
- 正保3年 - 侍屋敷とされる（津軽弘前城之絵図）。
- 慶安2年 - 屋敷割りが17軒され、大工1を除いて武家屋敷（弘前古御絵図）。
- 寛文13年 - 武家屋敷が10軒（弘前中惣屋敷絵図）。
- 延宝5年 - 町名は細丁と見える（弘前惣御絵図）。
- 寛政12年 - 細小路とあり、屋敷が9軒（分間弘前大絵図）。
- 明治初年 - 戸数17。町域は「上は百石町より東長町に至る、折曲して長三十四間一尺あり、幅四間」とある（国誌）。
- 1882年（明治15年） - フォーリー師により当地にカトリック弘前教会教会堂が建てられる。
  - 1934年（昭和9年） - 聖ヨゼフ幼稚園（現：弘前カトリック幼稚園）が設立される。

### 沿革
- 江戸期 - 弘前城下の一町。
- 明治初年～明治22年 - 弘前を冠称。
- 1899年（明治22年） - 弘前市に所属。

### 地名の由来
定かではないが、百石町の東側に位置することからと思われる。

## 施設

### 教育
- 弘前カトリック幼稚園

### 教会
- カトリック弘前教会

## 小・中学校の学区
市立小・中学校に通う場合、学区は以下の通りとなる。
| 大字       | 番・番地 | 小学校             | 中学校             |
| ---------- | -------- | ------------------ | ------------------ |
| 百石町小路 | 全域     | 弘前市立時敏小学校 | 弘前市立第一中学校 |

## 交通
- 弘南バス
  - 文化センター前（土手町循環100円バス）停留所。
  - 弘前文化センター前（弘前バスターミナル - 神田線、他）停留所。